# Rhabdorrhynchus
Rhabdorrhynchus (лат.) — род долгоносиков из подсемейства Lixinae.

## Описание
Переднеспинка на боках более или менее закруглённая, с явственной срединной бороздкой. Надкрылья продолговато-овальной формы. Верхняя часть тела с мелкими белыми пятнышками из волосковидных чешуек.

## Виды
Некоторые виды:
- Rhabdorrhynchus karelini (Fåhraeus, 1842)
- Rhabdorrhynchus menetriesii (Gyllenhal, 1842)
- Rhabdorrhynchus mixtus (Fabricius, 1792)
- Rhabdorrhynchus seriegranosus Chevrolat, 1873